# 美濃町 (津山市)
美濃町（みのまち）は岡山県津山市にある地名。郵便番号は708-0072。

## 地理
坪井町から奴通り（岡山県道68号津山加茂線上）を挟んで真東に鍛治町があり、その東隣に位置する。南には本町二丁目、北東から南東にかけて元魚町がある。

## 歴史

### 沿革
- 1889年6月1日 - 町村制施行により、津山城下町の美濃職人町他、宮川以西の町が合併して西北条郡津山町となる。
- 1900年4月1日 - 津山町が東南条郡津山東町を編入するとともに、西北条郡が西西条郡、東南条郡、東北条郡と合併し、苫田郡津山町となる。
- 1914年 - 津山町美濃職人町が美濃町と改称。
- 1923年4月1日 - 苫田郡林田村が町制・改称、津山東町となる。
- 1929年2月11日 - 津山町が周辺の町村と合併し、市制施行し、津山市となる。

## 地名の由来
津山藩初代藩主となった森忠政が引き連れてきた美濃の職人達によって形成されたことによる。古くは美濃職人町と称す。

## 世帯数と人口
2021年（令和3年）1月1日現在の世帯数と人口は以下の通りである。
| 町丁   | 世帯数 | 人口 |
| ------ | ------ | ---- |
| 美濃町 | 12世帯 | 16人 |

## 小・中学校の学区
市立小・中学校に通う場合、学区は以下の通りとなる。
| 番地 | 小学校           | 中学校             |
| ---- | ---------------- | ------------------ |
| 全域 | 津山市立北小学校 | 津山市立鶴山中学校 |

## 交通
国道、県道は通っていない。

## 施設
- 美濃町会館